# Yebra de Basa
Pour les articles homonymes, voir Yebra et Basa.
Yebra de Basa est une commune d'Espagne dans la communauté autonome d'Aragon, province de Huesca. Elle regroupe les villages de Cillas, Cortillas, Espín, Fanlillo, Orús, Sobás, San Julián de Basa, Sasa de Sobrepuerto et Yebra de Basa.

## Géographie
Le territoire de la commune se situe dans le massif montagneux des Pyrénées :
| \| Yebra de Basa \| Géolocalisation sur la carte des Pyrénées |
| Yebra de Basa                                                 |

Administrativement la localité se trouve au nord de l'Aragon dans la comarque de l'Alto Gállego.

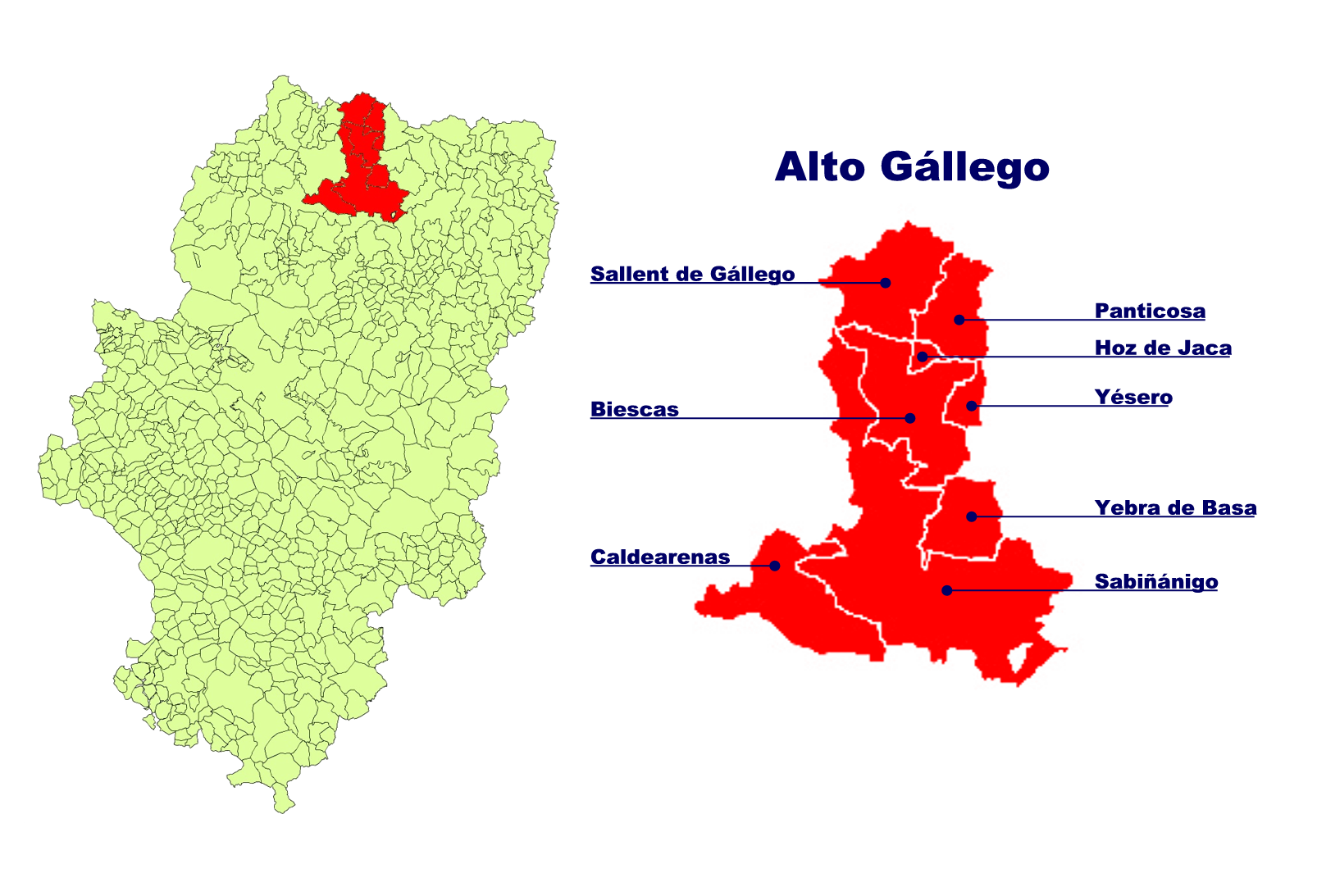
Territoire des communes en la comarque de l'Alto Gállego (zone rouge, reste de l'Aragon en vert clair)

## Sainte Eurosie
Chaque 25 juin est célébrée la découverte des reliques de sainte Eurosie (Orosia) dans les montagnes de Yebra de Basa. Le parcours de cette célebration comporte huit ermitages, dont quatre sont incrustés dans la roche, qui jalonnent le chemin qui monte de Yebra de Basa jusqu'au sommet du mont Oturia.

## Administration
| Période | Période  | Identité                     | Étiquette | Qualité |
| ------- | -------- | ---------------------------- | --------- | ------- |
| 2015    | En cours | José Antonio Lafragüeta Azón | PSOE      |         |

## Démographie
| Évolution démographique | Évolution démographique | Évolution démographique | Évolution démographique | Évolution démographique | Évolution démographique | Évolution démographique | Évolution démographique | Évolution démographique | Évolution démographique | Évolution démographique | Évolution démographique | Évolution démographique | Évolution démographique | Évolution démographique | Évolution démographique | Évolution démographique | Évolution démographique | Évolution démographique |
| 1842                    | 1857                    | 1860                    | 1877                    | 1887                    | 1897                    | 1900                    | 1910                    | 1920                    | 1930                    | 1940                    | 1950                    | 1960                    | 1970                    | 1981                    | 1991                    | 2001                    | 2007                    | 2017                    |
| ----------------------- | ----------------------- | ----------------------- | ----------------------- | ----------------------- | ----------------------- | ----------------------- | ----------------------- | ----------------------- | ----------------------- | ----------------------- | ----------------------- | ----------------------- | ----------------------- | ----------------------- | ----------------------- | ----------------------- | ----------------------- | ----------------------- |
| 192                     | ..                      | ..                      | 387                     | 358                     | 369                     | 370                     | 376                     | 335                     | 325                     | 303                     | 470                     | 337                     | 222                     | 184                     | 173                     | 161                     | 152                     | 147                     |